# Lord Kitchener (Komponist)
Lord Kitchener (* 18. April 1922 als Aldwyn Roberts in Arima; † 11. Februar 2000 in Champs Fleurs) war ein trinidadischer Komponist und Sänger in den Genres Calypso und Soca.

## Leben und Werk
Lord Kitchener wuchs als eines von sechs Kindern des Schmieds Stephen Roberts in der St. Joseph Street in Arima in ärmlichen Verhältnissen auf. Als er 14 war, starben seine Eltern, was unter anderem dazu führte, dass er die Schule abbrechen und Geld verdienen musste. Da er sich als musikalisch begabt erwies (sein Vater hatte ihm das Gitarrenspiel beigebracht), konnte er seinen Lebensunterhalt zunächst als Straßenmusiker bestreiten. Er erarbeitete sich als Sänger in Arima einen gewissen Ruf und gewann auch lokale Calypso-Wettbewerbe. 
Ab 1943 setzte er seine Karriere in den Calypsozelten von Port of Spain fort, was seine landesweite Karriere einläutete. Mitte der 1940er-Jahre war Lord Kitchener dann auf der gesamten Insel bekannt und beliebt. Ab 1945 besuchte er Curaçao, Aruba und Jamaika, um dann 1948 von Kingston aus mit der Empire Windrush nach England zu reisen. Am 21. Juni 1948 traf er im Hafen von Tilbury ein. Dieses Datum markierte den Beginn einer internationalen Karriere als Calypsosänger.
Schnell knüpfte Lord Kitchener Kontakte und trat bald in Londons damals einzigem karibischen Klub auf, gefolgt von Auftritten bei der BBC. Nach sechs Monaten Aufenthalt spielte er regelmäßig in drei Nachtklubs und seine Popularität wuchs über London hinaus.
1953 verließ er London in Richtung Manchester, wo er heiratete und einen eigenen Musikklub eröffnete. Neben einer sechsmonatigen USA-Tournee expandierte Lord Kitchener seinen Musikklub, kaufte diverse Immobilien und nahm 1958 seine ersten Platten für das Melodisc-Label auf.
1963 kehrte Lord Kitchener nach 15 Jahren wieder nach Trinidad zurück. Trotz dieser langen Abwesenheit war er zu Hause bekannter als zuvor, da seine neuen Aufnahmen dort stets zugänglich gewesen waren. Er ließ sich daraufhin in Diego Martin nieder.
Seit Mitte der 1960er-Jahre war Lord Kitchener nicht mehr aus der trinidadischen Calypsoszene wegzudenken. Er gewann den Wettbewerb des beliebtesten Calypsosongs der Karnevalsaison zwischen 1963 und 1976 zehnmal.
Seine melodiösen Kompositionen wurden auch von den Steelbands sehr geschätzt. Einen Song von Lord Kitchener zu arrangieren, um damit am Steelpanwettbewerb Panorama teilzunehmen, gehörte bald zur bevorzugten Wahl von vielen Steelbands.
Lord Kitchener war bei der Trinidader Bevölkerung auch deshalb sehr beliebt, weil er in seinen Calypsos aktuelle politische Probleme reflektierte, kulturelle Themen behandelte oder auch mal über eine unbeliebte Person des öffentlichen Lebens herzog.
Berüchtigt waren seine musikalischen Wortspiele, bei welchen es ihm gelang „Schmutziges derart anständig zu vermitteln, dass selbst ein Priester mit Genuss zuhören konnte“.
Zu seinen bevorzugten Themen gehörten Frauen, sein Konkurrent Mighty Sparrow, karibische Angelegenheiten, Rassenfragen und Steelbands. Bis zu seinem Tod komponierte und sang Lord Kitchener weit über 300 Calypsos.
Er verstarb im Mount Hope Eric Williams Medical Complex und wurde auf dem Santa Rosa Friedhof in Arima beerdigt.

## Bedeutende Preise und Ehrungen
| Jahr | Lied                         |
| ---- | ---------------------------- |
| 1946 | Jump in Line                 |
| 1963 | The Road                     |
| 1964 | Mama dis is Mas              |
| 1965 | My Pussin'                   |
| 1967 | Sixty Seven                  |
| 1968 | Miss Tourist                 |
| 1970 | Margie                       |
| 1971 | Mas in Madison Square Garden |
| 1973 | Rainorama                    |
| 1975 | Tribute to Spree             |
| 1976 | Flag Woman                   |

| Jahr | Lied 1           | Lied 2 |
| ---- | ---------------- | ------ |
| 1975 | Tribute to Spree | Fever  |

In Arima und in Port of Spains Stadtteil St. Clair wurden Statuen zu seinen Ehren errichtet.